# Ordre de bataille lors de la bataille de Gettysburg
Ce qui suit est l'ordre de bataille des forces militaires en présence lors de la bataille de Gettysburg qui eut lieu du 1er juillet au 3 juillet 1863 lors de la guerre civile américaine, appelée également guerre de Sécession. On peut retrouver les ordres de bataille détaillés unioniste et confédéré.

## Grades
- Général = général d'armée,
- Lieutenant général = général de corps d'armée,
- Major général = général de division,
- Brigadier général = général de brigade

## Forces de l'Union
Les forces Nordistes, de 93 921 hommes, sont composées de l’Armée du Potomac commandée par le Major Général George Gordon Meade.
- I corps : Général de division John Fulton Reynolds/Général de division Abner Doubleday (11 550 hommes), 
  - 3 divisions ; 
    - 7 brigades ;
- II corps : général de division Winfield Scott Hancock / Général de brigade John Gibbon (10 195 hommes), 
  - 3 divisions ; 
    - 10 brigades ;
- III corps : général de division Daniel Edgar Sickles/Général de division David Bell Birney (10 005 hommes), 
  - 2 divisions ; 
    - 6 brigades ;
- V corps : général de division George Sykes (10 370 hommes), 
  - 3 divisions, 
    - 8 brigades ;
- VI corps : général de division John Sedgwick (12 445 hommes), 
  - 3 divisions, 
    - 8 brigades ;
- XI corps : général de division Oliver Otis Howard (8 300 hommes), 
  - 3 divisions, 
    - 6 brigades ;
- XII corps : général de division Henry Warner Slocum (9 165 hommes), 
  - 2 divisions, 
    - 6 brigades ;
- Corps de cavalerie : général de division Alfred Pleasonton (11 700 cavaliers), 
  - 3 divisions, 
    - 8 brigades ;
    - 2 brigades d'artillerie à cheval.

## Forces de la Confédération
Les forces Sudistes, fortes de 71 655 hommes de l'Armée de Virginie du Nord sont commandées par  le général Robert Lee.
- 1er corps : général de corps d'armée James Longstreet (17 235 hommes), 
  - 3 divisions (Lafayette McLaws, John Bell Hood, Pickett), 
    - 11 brigades ;
- 2e corps : général de corps d'armée Richard Stoddert Ewell (18 770 hommes), 
  - 3 divisions (Jubal Anderson Early, Robert Emmett Rodes, Johnson), 
    - 13 brigades ;
- 3e corps : général de corps d'armée Ambrose Powell Hill (20 120 hommes), 
  - 3 divisions (Henry Heth, William Dorsey Pender, Anderson), 
    - 13 brigades ;
    - brigade Imboden : général de brigade John Daniel Imboden (2 100 hommes) ;
- corps de cavalerie : général de division James Ewell Brown Stuart (8 665 cavaliers), 
  - 6 brigades,
  - 1 brigade d'artillerie à cheval.